# شركة المرفأ للطاقة
شركة المرفأ للطاقة مسؤولة على توليد الكهرباء وإنتاج الماء في المنطقة الغربية لإمارة أبوظبي. مقر الشركة هي مدينة المرفأ وتم تأسيسها في 1 يناير 1999 كشركة مساهمة تملكها بالكامل هيئة مياه وكهرباء أبوظبي. مع تأسيس الشركة تم ضم محطة المرفأ المركزي الذي أنشاء في 1993 بتكلفة 2.6 مليار درهم ومحطة مدينة زايد لتوليد الكهرباء. بنهاية 2001 تم بدأ الإنتاج من محطة التحلية (ب) وبهذا ارتفع إنتاج الماء من 16.2 مليون جالون في اليوم إلى 37.7 مليون جالون في اليوم.
للشركة الصلاحية بتصفية 37.7 مليون جالون في اليوم من محطة المرفأ و 192 ميجاوات من محطة إنتاج المرفأ و 110 ميجاوات من محطة إنتاج مدينة زايد.